# Un milagro muy ¡guau!
Un milagro muy ¡guau! (título original: Miracle Dogs Too) es una película estadounidense de drama y familiar de 2006, dirigida por Richard Gabai, escrita por Leland Douglas, musicalizada por Deeji Mincey y Boris Zelkin, en la fotografía estuvo Hank Baumert Jr. y los protagonistas son Janine Turner, Patrick Muldoon, Dustin Hunter Evans y Lesley Ann Warren, entre otros. El filme fue producido por Animal Film LLC y Tag Entertainment; se estrenó el 1 de abril de 2006.

## Sinopsis
Un niño halla a dos perros que están dentro de una jaula en el bosque y se los lleva a su casa. Los canes, Sissy y Buddy, poseen poderes curativos, esto va a modificar la vida de la gente del pequeño pueblo.